# بيترو غروسو
بيترو غروسو (بالإيطالية: Pietro Grosso)‏ (23 ديسمبر 1923 في إيطاليا - 3 أكتوبر 1957 في إيطاليا) هو لاعب كرة قدم إيطالي في مركز الدفاع. شارك مع منتخب إيطاليا لكرة القدم. أما مع النوادي، فقد لعب مع إيه سي ميلان ونادي بريشيا ونادي تريستينا ونادي تريفيزو ونادي تورينو ونادي روما ونادي فيتشينزا.

## وصلات خارجية
- بيترو غروسو على موقع قاعدة بيانات كرة القدم.إي يو (الإنجليزية)
- بيترو غروسو على موقع ناشيونال فوتبول تيمز (الإنجليزية)
- بيترو غروسو على موقع عالم كرة القدم.نت (الإنجليزية)